# 156e division d'infanterie (Allemagne)
La 156e division d'infanterie (en allemand : 156. Infanterie-Division ou 156. ID), également appelée 156. Reserve-Division, est une des divisions d'infanterie de l'armée allemande (Wehrmacht) durant la Seconde Guerre mondiale.

## Historique
- 26 août 1939 : La Division Nr. 156 est formée à Münster dans le Wehrkreis VI en tant que division de l'Armée de remplacement sous le nom de Kommandeur der Ersatztruppen VI.
- Automne 1939 : Son état-major est déplacé en province de Prusse-Occidentale dans le Wehrkreis XX
- 15 novembre 1939 : L'état-major est renommé 156. Division
- 20 décembre 1939 : La division prend le nom de Division Nr. 156
- 26 août 1940 : La division est transférée sur Cologne dans le Wehrkreis VI
- 24 juillet 1941 : La division déménage sur Spa en Belgique.
- 5 octobre 1942 : Avec son reclassement en armée de réserve, la division prend le nom de 156. Reserve-Division. Elle stationne le long de la côte de La Manche
- Février 1944 : La 156e division de réserve est renommée en 47. Infanterie-Division
- Avril 1945 : La 156e division d'infanterie est créée.

## Organisation

### Commandants
| Date                                | Grade           | Commandant         |
| ----------------------------------- | --------------- | ------------------ |
| 1er septembre 1939 - 15 août 1942   | Generalleutnant | Max Noack          |
| 15 août 1942 - ? octobre 1942       | Generalleutnant | Richard Baltzer    |
| ? octobre 1942 - 8 juillet 1943     | Generalleutnant | Richard Baltzer    |
| 8 juillet 1943 - ? septembre 1943   | Generalmajor    | Johannes Nedtwig   |
| ? septembre 1943 - 27 décembre 1943 | Generalleutnant | Richard Baltzer    |
| 27 décembre 1943 - ? février 1944   | Generalleutnant | Otto Elfeldt       |
| ? avril 1945 - 8 mai 1945           | Generalleutnant | Siegfried Rekowski |

### Officiers d'opérations (Generalstabsoffiziere (Ia))
| Date                      | Grade | Commandant          |
| ------------------------- | ----- | ------------------- |
| 25 mars 1945 - 2 mai 1945 | Major | Herbert Giesenhagen |

## Théâtres d'opérations
- Allemagne : septembre 1939 - novembre 1939
- Pologne : novembre 1939 - septembre 1940
- Allemagne : septembre 1940 - septembre 1942
- Belgique : septembre 1942 - octobre 1942
- Belgique : octobre 1942 - Février 1943
- France : février 1943 - Mars 1943
- Belgique : Mars 1943 - Février 1944
- Front de l'Est, secteur Centre : avril 1945 - Mai 1945

## Ordres de bataille
- 156e division d'infanterie
  - Eingreifgruppe 156. Reserve-Division à partir de :
    - Grenadier-Regiment 254 (B)
    - I./Artillerie-Regiment 26 (B)

  - Eingreifgruppe 171 Reserve Division à partir de:
    - Grenadier-Regiment 19 (B)
    - Artillerie-Abteilung 19 (B)
    - Radfahrschwadron 171 (B)
    - Panzerjäger-Kompanie 171 (B)

  - Eingreifgruppe 191 Infanterie-Division à partir de:
    - Grenadier-Regiment 267 (B)
    - Radfahrschwadron 191 (B)
    - Panzerjäger-Kompanie 191 (B)
    - Nachrichten-Kompanie 191 (B)
    - Pionier-Kompanie 191 (B)
- 156e division de réserve
  - Reserve-Grenadier-Regiment 26
  - Reserve-Grenadier-Regiment 227
  - Reserve-Grenadier-Regiment 254
  - Reserve-Artillerie-Regiment 26
  - Radfahr-Schwadron 1056
  - Divisions-Nachschubführer 1056
- Division Nr. 156 (mars 1940)
  - Infanterie-Ersatz-Regiment 211
  - Infanterie-Ersatz-Regiment 227
  - Infanterie-Ersatz-Regiment 253
  - Infanterie-Ersatz-Regiment 254
  - Artillerie-Ersatz-Regiment 16
  - Artillerie-Ersatz-Regiment 26
  - Panzerjäger-Ersatz-Abteilung 6
  - Pionier-Ersatz-Bataillon 253
  - Kraftfahr-Ersatz-Abteilung 6
  - Kraftfahr-Ersatz-Abteilung 26
- Division Nr. 156 (septembre 1940)
  - Infanterie-Ersatz-Regiment 26
  - Infanterie-Ersatz-Regiment 211
  - Infanterie-Ersatz-Regiment 227
  - Infanterie-Ersatz-Regiment 253
  - Infanterie-Ersatz-Regiment 254
  - Artillerie-Ersatz-Regiment 16
  - Artillerie-Ersatz-Regiment 26
  - Pionier-Ersatz-Bataillon 16
  - Pionier-Ersatz-Bataillon 253
  - Kraftfahr-Ersatz-Abteilung 26
- Division Nr. 156 (août 1941)
  - Infanterie-Ersatz-Regiment 26
  - Infanterie-Ersatz-Regiment 227
  - Infanterie-Ersatz-Regiment 254
  - Artillerie-Ersatz-Abteilung 26
  - Artillerie-Ersatz-Abteilung 254